# Берардиноне (Фођа)
Берардиноне (итал. Berardinone) је насеље у Италији у округу Фођа, региону Апулија.
Према процени из 2011. у насељу је живело 277 становника. Насеље се налази на надморској висини од 236 м.